# Costa Concordia (schip, 2006)
De Costa Concordia was het vlaggenschip van de cruisemaatschappij Costa Crociere. Het was het eerste schip in de Concordia-klasse en een zusterschip van de Costa Serena, de Costa Pacifica, de Costa Favolosa, de Costa Fascinosa en de Carnival Splendor.
De Costa Concordia werd vooral bekend toen zij op 13 januari 2012 met 4229 opvarenden voor de Italiaanse kust van Isola del Giglio aan de grond liep en kapseisde. Hierbij vielen 32 doden. De kapitein van het schip werd hiervoor veroordeeld tot een gevangenisstraf van zestien jaar en een maand.

## Faciliteiten
De Costa Concordia was een luxueus cruiseschip. Het beschikte onder andere over 13 bars, 5 restaurants, 4 zwembaden, 5 jacuzzi's, een discotheek, een solarium, een fitnesscentrum, een hamam, een winkelcentrum, een bioscoop, een bibliotheek en een theater.

## Incident 22 november 2008
Op 22 november 2008 had de Costa Concordia in de haven van Palermo een schadegeval aan de boeg. Dit kwam volgens de kapitein door de hevige winden die het schip tegen de kaai aanduwden. Er wordt gezegd dat de kapitein te hard de haven binnenvoer, waardoor de Costa Concordia een ander schip raakte. De kapitein zou verklaard hebben dat hij niet wist hoe hard hij mocht varen. Er vielen geen gewonden.

## Ramp 13 januari 2012

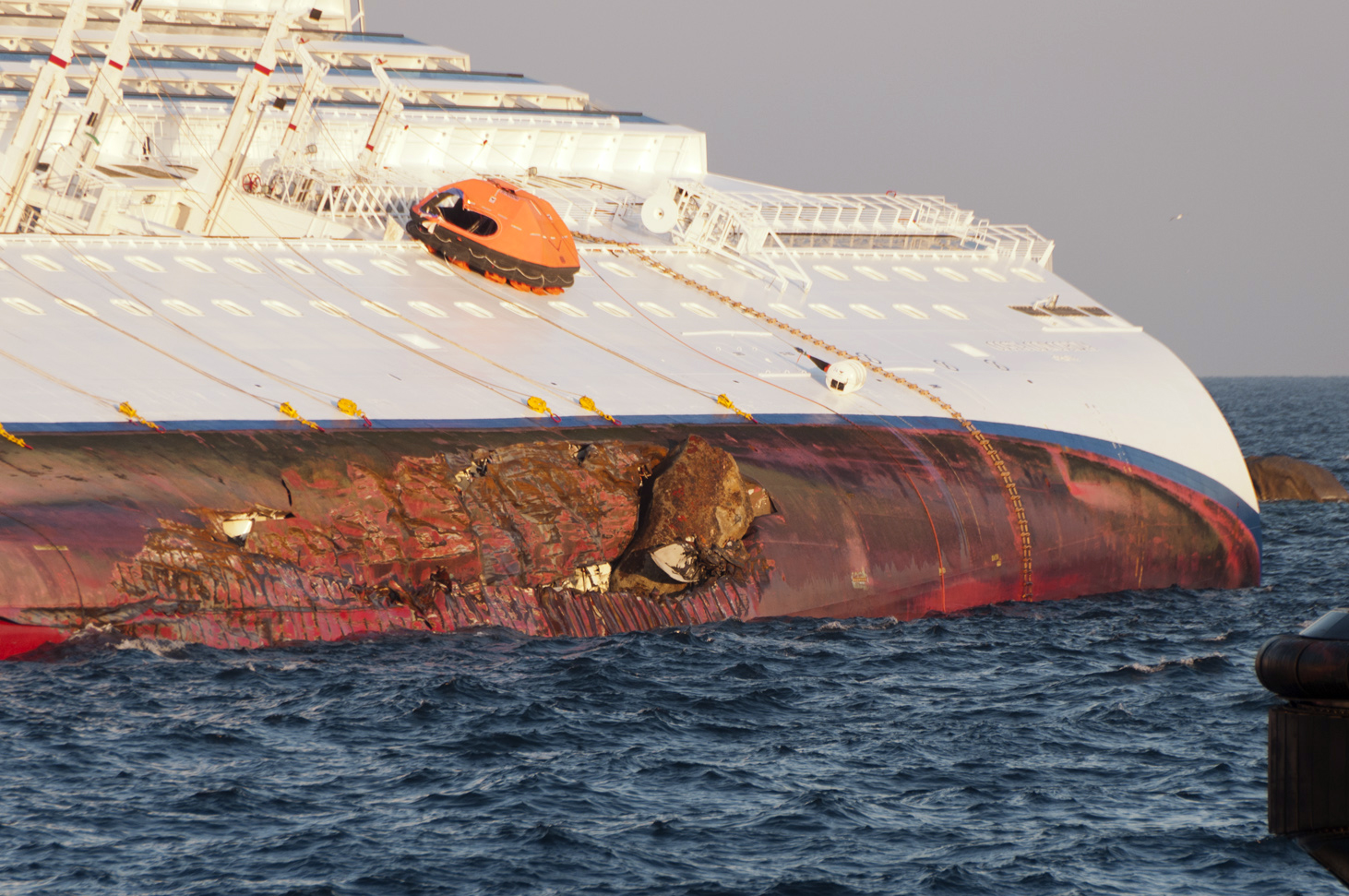
De doorboorde romp

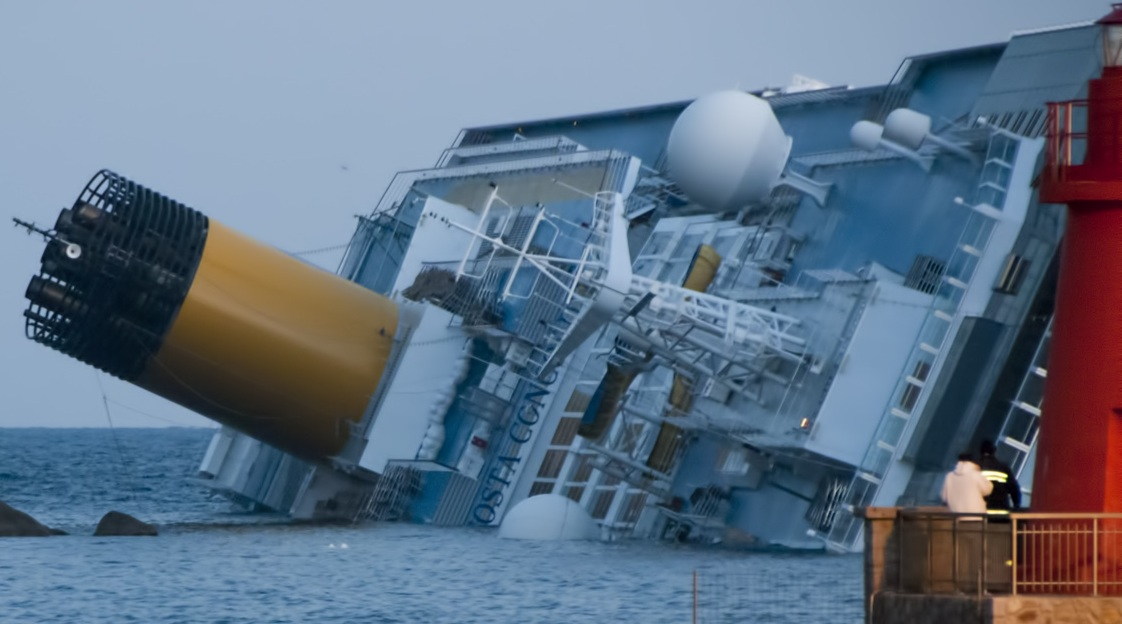
De gekapseisde Costa Concordia

Op 13 januari 2012 voer het schip rond 21.45 uur voor de kust van Isola del Giglio in de Tyrreense Zee tegen een rots. Hierdoor ontstond een scheur van circa 70 meter lang in de bakboordzijde van de romp van het schip, dat hierop zwaar slagzij maakte. Drie minuten later vielen beide motoren uit. Het schip dreef nog enige tijd door in dezelfde richting, maar als gevolg van de wind en de stroming maakte het vervolgens een draai van 180 graden en dreef daarop langzaam terug naar de kust. Uiteindelijk liep het schip nabij de haven van Giglio aan de grond, waarna het langzaam verder kantelde en uiteindelijk onder een hoek van circa 70° naar stuurboord kwam te liggen.

### Slachtoffers
32 mensen overleefden de schipbreuk niet. 17 slachtoffers werden vrij snel gevonden: twee Fransen, twee Filipino's, één Peruaans en één Hongaars bemanningslid, één Spanjaard, één Italiaan, één Hongaarse vrouw en acht personen met onbekende nationaliteit. De Hongaarse vrouw was vermoedelijk een verstekeling. Daarnaast raakten tientallen opvarenden gewond, waarvan er twee in kritieke toestand verkeerden, en werd er nog een aantal personen vermist. Een Zuid-Koreaans echtpaar werd ruim 24 uur na de aanvaring levend uit het schip gehaald; een gewond Italiaans bemanningslid werd in de loop van de 15e januari gered. In totaal voeren er acht Belgen mee en 42 Nederlanders.
Op 26 januari 2012 maakten reddingswerkers bekend dat de 15 toen nog vermiste opvarenden niet meer in leven kunnen zijn. Samen met de 17 reeds gevonden lichamen, zouden er dan in totaal 32 doden gevallen zijn. Op 22 februari 2012 werden er nog 8 lichamen gevonden in het schip, waaronder dat van een vijfjarig Italiaans meisje. Precies een maand later werden er vijf lichamen gevonden in een holte tussen het schip en de zeebodem, waarmee het totaal aantal gevonden lichamen op 30 kwam. Op 13 november 2014 werd de 32e, het laatste lichaam gevonden in de wrakstukken.
Op 13 januari 2014 werd op Isola del Giglio een herdenkingsdienst voor de slachtoffers gehouden.

### Aantal passagiers
Ten tijde van de ramp waren er 4226 personen aan boord, waarvan 3216 passagiers. De opvarenden waren voor zover bekend afkomstig uit:
| Land                   | Aantal | Slachtoffers |
| ---------------------- | ------ | ------------ |
| Italië                 | 989    | 7            |
| Duitsland              | 569    | 12           |
| Frankrijk              | 462    | 6            |
| Spanje                 | 177    | 1            |
| Verenigde Staten       | 129    | 2            |
| Kroatië                | 127    |              |
| Rusland                | 108    |              |
| Oostenrijk             | 74     |              |
| Zwitserland            | 69     |              |
| Brazilië               | 52     |              |
| Japan                  | 46     |              |
| Nederland              | 42     |              |
| Oekraïne               | 33     |              |
| Peru                   | 32     | 2            |
| Zuid-Korea             | 30     |              |
| Hongkong               | 26     |              |
| Verenigd Koninkrijk    | 25     |              |
| Australië              | 21     |              |
| Roemenië               | 20     |              |
| Argentinië             | 18     |              |
| Taiwan                 | 17     |              |
| Canada                 | 12     |              |
| China                  | 12     |              |
| Portugal               | 11     |              |
| Chili                  | 10     |              |
| Colombia               | 10     |              |
| Turkije                | 9      |              |
| Kazachstan             | 9      |              |
| Israël                 | 8      |              |
| Polen                  | 8      |              |
| België                 | 8      |              |
| Nepal                  | 6      |              |
| Moldavië               | 6      |              |
| Zweden                 | 5      |              |
| Venezuela              | 5      |              |
| Denemarken             | 4      |              |
| Dominicaanse Republiek | 4      |              |
| Servië                 | 4      |              |
| Zuid-Afrika            | 4      |              |
| Hongarije              | 2      | 1            |
| Filipijnen             | 2      |              |
| India                  | 1      | 1            |
| Overige/onbekend       | 1020   |              |
| Totaal                 | 4226   | 32           |

### Evacuatie
Verscheidene passagiers sprongen in het koude water om te trachten zelf de 400 meter naar land te zwemmen. De lokale reddingsdiensten zouden, naar eigen zeggen, zeker 100 personen uit het water hebben gehaald en meer dan 60 personen van het schip hebben gered.

### Aanhouding kapitein
Op 14 januari 2012 werd de kapitein van het schip, Francesco Schettino, aangehouden op verdenking van dood door schuld. Schettino gaf ter verdediging aan dat de rotsen niet op de zeekaarten stonden. Hem werd verder nog verweten dat hij om 23.30 uur het schip had verlaten, terwijl de laatste reddingsboten pas om 03.00 uur het schip verlieten. Hij werd tot 6 juli 2012 onder huisarrest geplaatst. Het Openbaar Ministerie eiste zesentwintig jaar gevangenisstraf.
Op 11 februari 2015 vond de uitspraak plaats in de rechtszaak tegen Schettino. Kapitein Schettino werd schuldig bevonden aan doodslag, het veroorzaken van een scheepsramp en het voortijdig verlaten van zijn vaartuig. Schettino werd veroordeeld tot zestien jaar en een maand cel, maar ging in beroep tegen de uitspraak en bleef voorlopig op vrije voeten. Ook het OM, de rederij en de nabestaanden van de slachtoffers gingen in beroep. Op 31 mei 2016 werd de celstraf in hoger beroep bevestigd. Schettino ging in cassatie en bleef om die reden opnieuw op vrije voeten. Op 12 mei 2017 werd na cassatie zijn veroordeling tot zestien jaar cel definitief.
In 2025 zat Schettino acht jaar in de gevangenis in Rome, de helft van zijn tijd. In het Italiaanse strafrecht zou hij dan overdag mogen werken buiten de gevangenis en in de avond zich dan daar weer moeten melden. De rechter in Rome beslist begin april 2025 of hij in het Vaticaan documenten mag gaan digitaliseren.

### Berging

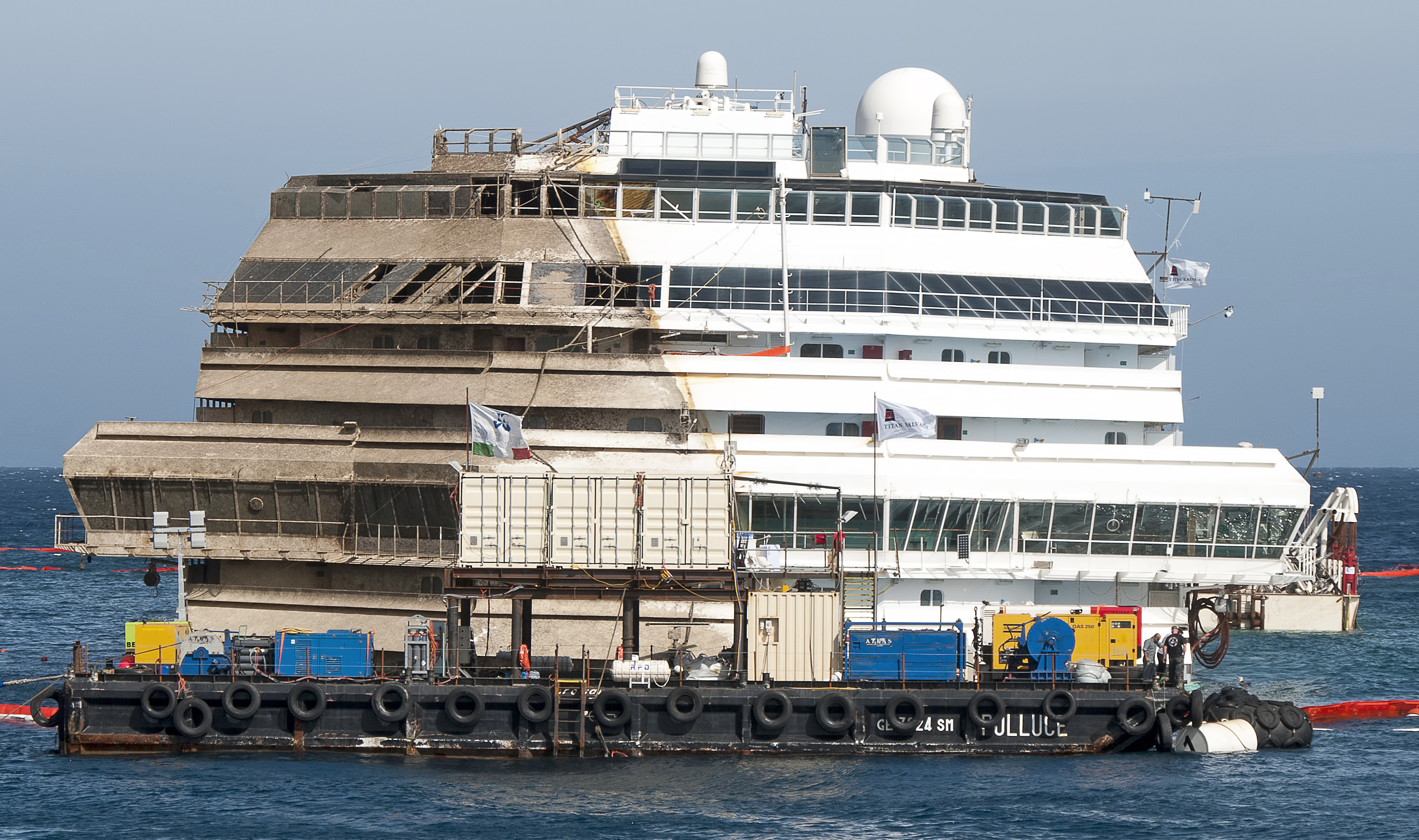
Weer rechtgetrokken

Op 24 januari 2012 begon het Nederlandse bergingsbedrijf Smit Internationale met het verwijderen van de bijna 2500 ton brandstof aan boord. Mogelijk achtergebleven olieresten werden geïsoleerd zodat deze niet in het milieu terecht konden komen. Daarnaast bracht het bedrijf de ligging van het schip in kaart. Italiaanse experts beschouwden het schip als verloren. Costa Crociere besloot dat het schip in zijn geheel moest worden verwijderd, om zo min mogelijk schade toe te brengen aan het milieu.
In mei 2012 wonnen het Amerikaanse bergingsbedrijf Titan Salvage en het Italiaanse Micoperi de openbare aanbesteding voor het vlottrekken van het schip. Zij sloten een joint venture. Hun plan omvatte de volgende activiteiten:
- de Costa Concordia met staalkabels vastzetten, zodat het schip niet in de diepte afglijdt,
- horizontaal onder de Costa Concordia een onderwaterplatform bouwen,
- bevestigen van stalen luchttanks, zogenaamde sponsons, aan de van de zeebodem afgekeerde zijde van het schip,
- het schip met de stalen kabels recht op het platform trekken,
- aanbrengen van sponsons aan de andere zijde van het schip en
- de Costa Concordia met behulp van de sponsons in drijvende staat brengen.

In de ochtend van 17 september 2013 werd de Costa Concordia rechtgetrokken, de eerste fase van de bergingsoperatie.
Bij de berging kwam in januari van 2014 een Spaanse duiker om het leven.
Op 30 mei 2014 werd bekendgemaakt dat het schip in Genua zou worden gesloopt. Van 23 tot 27 juli 2014 werd de Costa Concordia, drijvend tussen de sponsons aan beide zijden van het schip, door sleepboten van Isola del Giglio naar Genua getrokken. De sloop moest 50.000 ton staal opleveren. 80% van de Costa Concordia kon worden gerecycled.

### Kosten
| Kostenpost              | Bedrag        |
| ----------------------- | ------------- |
| Verlies Costa Concordia | $ 500 miljoen |
| Berging                 | $ 300 miljoen |
| Vervoer                 | € 22 miljoen  |

Een Duitse bron noemt, de sloop meegerekend, een totale schade van € 1,5 miljard.